# Sandwell
Sandwell är ett storstadsdistrikt (kommun) i grevskapet West Midlands i England,  Storbritannien. Distriktet har 344 210 invånare (2022)
Större orter är  Cradley Heath,  Oldbury, Rowley Regis, Smethwick, Tipton, Wednesbury och West Bromwich.  I distriktet finns inga civil parishes.